# Wilbrandia verticillata
Wilbrandia verticillata là một loài thực vật có hoa trong họ Cucurbitaceae. Loài này được (Vell.) Cogn. miêu tả khoa học đầu tiên năm 1878.